# کیش رودبار
کیش رودبار، روستایی از توابع بخش مرکزی شهرستان فومن در استان گیلان ایران است.

## جمعیت
این روستا در دهستان گوراب پس قرار دارد و براساس سرشماری مرکز آمار ایران در سال 1395، جمعیت آن 454 نفر شامل 137 خانوار و 230 مرد و 224 زن بوده است.

## موقعیت
این روستا از شمال به روستای کردمحله، از جنوب به روستای سیدسرا، از شرق به روستای ملسکام و از غرب به روستای دارباغ ختم می شود .
طبیعت کوهپایه ای این روستا و همجواری آن در بخش غربی با رودخانه گشترودخان و باغات چای متعدد و بزرگ به زیبایی هرچه بیشتر این روستا افزوده است .

## شهید
روستای کیش رودبار زادگاه شهید گرانقدر، عبدالحسین عظیم یکتا است که متولد 1338 هجری شمسی است و تاریخ شهادت ایشان، دوم آذر سال ۱۳۶۶ هجری شمسی در یکی از عملیات‌های جنگ ایران و عراق در روستایماووت بر اثر اصابت تركش خمپاره به گردن، سر و پهلو، شهید شد. مدفن وي در گلزار شهدای امام‌زاده میرزای فومن قرار دارد .